# Alleins
Alleins är en kommun i departementet Bouches-du-Rhône i regionen Provence-Alpes-Côte d'Azur i sydöstra Frankrike. Kommunen ligger  i kantonen Eyguières som ligger i arrondissementet Arles. År 2022 hade Alleins 2 833 invånare.

## Befolkningsutveckling
Antalet invånare i kommunen Alleins
Referens:INSEE